# Noah Webster
Noah Webster (West Hartford, 16 ottobre 1758 – 28 maggio 1843) è stato uno scrittore, editore, lessicografo, nonché traduttore di Bibbie e riformatore di testi statunitense.
Fu soprannominato il "Padre dell'istruzione e della scuola americana". Il suo libro, Blue-backed Speller fu usato per l'insegnamento da cinque generazioni di ragazzi negli Stati Uniti d'America. Era un abecedario, insegnava a fare lo spelling e a leggere, il suo titolo in America diventò sinonimo di dizionario, specialmente il moderno Merriam-Webster, che fu pubblicato nel 1828 come An American Dictionary of the English Language, cioè "Un Dizionario Americano della Lingua Inglese".

## Biografia

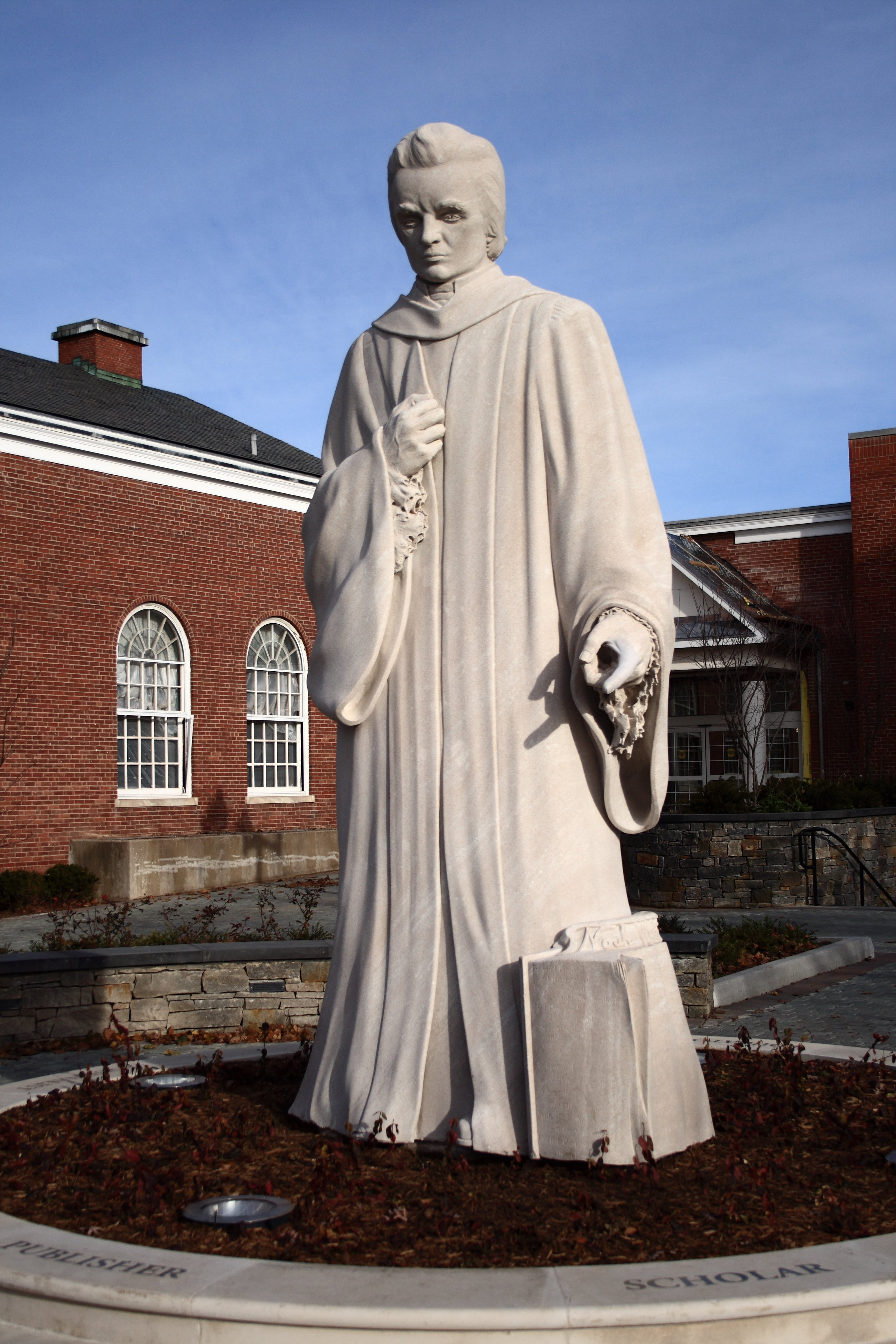
Monumento a Noah Webster

Noah Webster nacque il 16 ottobre 1758, nella Contea di Hartford da una famiglia di coloni agricoli. Suo padre fu contadino e tessitore. Noah aveva due fratelli, Charles e Abraham, e due sorelle, Mercy e Jerusha. A sedici anni cominciò a frequentare l'Università Yale, l'unico college del Connecticut. I suoi anni a Yale coincisero con la guerra d'indipendenza americana, e a causa della scarsità di cibo molti suoi compagni di classe furono trasferiti a Glastonbury.
Si diplomò nel 1778. Non potendo permettersi la scuola di diritto, insegnò a Glastonbury, Hartford e West Hartford. Finalmente ottenne la sua laurea in legge nel 1781 e fu ammesso agli esami di Stato di Hartford nello stesso anno. Come insegnante, non gli piacevano le scuole elementari americane. Erano sovraffollate, con più di settanta bambini di tutte le età in una sola aula, inadeguatamente seguiti da insegnanti non addestrati, poco equipaggiati non avendo banchi, e con testi insoddisfacenti che provenivano dall'Inghilterra.
Webster pensava che gli americani dovevano imparare da libri americani, così iniziò a scrivere un compendio in tre volumi, A Grammatical Institute of the English Language. L'opera comprendeva un abecedario (pubblicato nel 1783), un libro di grammatica (pubblicato nel 1784) e un'antologia (pubblicata nel 1785). Il suo obiettivo era di fornire un unico insegnamento ai giovani americani, incentrato su Cristo.
L'abecedario era originariamente intitolato The First Part of the Grammatical Institute of the English Language. Il titolo fu modificato nel 1786 in The American Spelling Book e ancora nel 1829 in The Elementary Spelling Book.
Molte persone lo chiamavano "Blue-backed Speller" per via della sua copertina blu. Per i successivi cento anni, il libro di Webster insegnò come leggere, scrivere e pronunciare le parole. Fu il libro americano più popolare di quei tempi. Nel 1861 vendeva un milione di copie l'anno, e le royalty, che erano meno dell'1% bastarono a Webster per sostenere le sue altre attività. Anche Benjamin Franklin usò il libro di Webster per insegnare a suo nipote a leggere. Molti lo considerano il primo dizionario creato negli Stati Uniti d'America e aiutò a creare il concorso conosciuto in America come "Spelling Bee"
Stampe non autorizzate dei suoi libri e leggi sul copyright che variarono attraverso i tredici stati fecero condurre a Webster una lotta per sostenere la legge federale sul copyright che fu approvata nel 1790. Webster sposò Rebecca Greenleaf nel 1789. I due ebbero otto figli.
Nel 1793 la famiglia Webster si spostò a New York per essere più vicini a George Washington e alle nuove amministrazioni federali della contea. Il 9 dicembre 1793 Noah Webster fondò il primo quotidiano di New York, "American Minerva" (conosciuto poi come "The Commercial Advertiser"). Ha anche pubblicato un settimanale, "The Herald, A Gazette for the country" (conosciuto poi come "The New York Spectator").
La famiglia Webster tornò nel New Haven nel 1798. Nel 1806 Noah Webster pubblicò "A Compendiuos Dictionary of the English Language". L'anno successivo, all'età di 43 anni, Webster iniziò a scrivere un dizionario più particolareggiato, "An American Dictionary of the English Language", che fu completato 27 anni dopo. Per la documentazione dell'etimologia delle parole, Webster avrebbe imparato ventisei lingue, incluso l'anglosassone e il sanscrito. Webster sperava di standardizzare la pronuncia degli americani, perché gli americani di nazioni differenti pronunciavano e usavano le parole in modo diverso.
Durante la scrittura del suo libro, la famiglia si spostò a Amherst nel 1812, dove Webster aiutò a fondare l'Amherst College. Più tardi, nel 1822, la famiglia tornò nel New Haven e Webster acquisì il dottorato in legge a Yale l'anno seguente. Webster finì il suo dizionario durante il suo anno a Parigi nel 1825 e all'Università di Cambridge. Quel libro conteneva 70000 parole, di cui 12000 inedite, mai pubblicate in altri dizionari pubblicati precedentemente. Come riformatore dell'ortografia, egli credeva che le regole ortografiche inglese erano inutilmente complesse, così il suo dizionario introdusse parole come "color" anziché l'inglese "colour", "music" anziché "musick", "wagon" anziché "waggon", "center" anziché "centre" e "honor" anziché "honour". Ha anche aggiunto parole che non esistevano nei dizionari inglesi come "skunk" e "squash". All'età di 70 anni, pubblicò il suo primo dizionario nel 1828.
Nel 1840, la seconda edizione fu pubblicata in due volumi. Il 28 maggio 1843, alcuni giorni dopo la revisione completa dell'appendice della seconda edizione, Noah Webster morì.

## Credo religioso
Noah era cristiano. Il dizionario di Webster del 1828 conteneva il maggior numero di definizioni bibliche di qualsiasi altro. Webster considerava l'educazione «inutile senza la Bibbia».
(Prefazione dell'"American Dictionary of the English Language", 1828)
("Avviso ai giovani" da "Valore della bibbia e l'eccellenza della religione Cristiana", 1834)

## Bibbia di Webster
Oltre al suo dizionario, Webster ha pubblicato la sua traduzione della Bibbia nel 1833. Facendo questa traduzione, Webster ha usato la versione di King James come base. Ha consultato Ebrei e Greci attraverso altre varie versioni e commenti. Webster convertì la King James in una grammatica corretta, sostituendo le parole che non erano più usate, ed eliminò quelle parole e quelle frasi che potevano essere offensive.

## I lavori di Webster al giorno d'oggi
Tutte le edizioni del dizionario di Webster pubblicate nel 1913 e prima, la Bibbia di Webster e "Dissertation on the English Language" sono di dominio pubblico.